# Оба Цуґумі
Оба Цуґумі (яп. 大場 つぐみ, О:ба Цуґумі) — псевдонім японського манґаки, найбільш відомим як автора серії манґи Death Note з ілюстратором Такеші Обатою з 2003 по 2006 рік, тираж якої становить 30 мільйонів збірників. Друга серія дуету, Bakuman (2008—2012), також була успішною з 15-мільйонним тиражем. У 2014 році Оба співпрацював з автором My Little Monster Робіко над ван-шотом «Skip! Yamada-kun». Ще одна співпраця з Обатою, Platinum End, виходила у щомісячнику Jump SQ з 4 листопада 2015 року по 4 січня 2021 року.

## Ідентичність
Справжня особистість Оби — сувора таємниця. Оба сказав, що він ніколи не думав стати творцем манґи, сподіваючись, що сюжет Death Note передадуть Weekly Shonen Jump Відтоді він називав Шотаро Ішіноморі, Фудзіко Фудзіо та Фудзіо Акацука творцями манґи, якими він сильно надихався. Незважаючи на те, що Оба є письменником, Оба мало читає, натомість він дивиться багато фільмів, особливо фільми Акіри Куросави та Чарлі Чапліна. Своїм улюбленим жанром він назвав комедію, а японські фільми віддає перевагу американським. Автор охарактеризував себе як «чистьоху» і зазвичай прибирається раз на день. Оба захоплюється художньою літографією, колекціонує чайні чашки та розвиває сюжети манґи, тримаючись за коліна на стільці, останнє схоже на звичку Л., одного з головних героїв «Зошита смерті».
Є припущення, що Цугумі Оба — псевдонім художника манґи Хіроші Гамо, зокрема Тошіо Окада. Серед інших передбачуваних прихованих підказок у роботах Оби прихильники теорії вказують на те, що в Бакумані дядько головного героя був дивовижним художником манґи з одним хітом, який працював над манґою про супергероїв, схожою на Gamo та Tottemo! Luckyman, а також те, що розкадровки, намальовані Oбою, нагадують стиль Tottemo! Luckyman.

## Праці
- Зошит смерті з Такеші Обата (2003—2006): Головний герой — старшокласник Лайт Яґамі, який знаходить надприродний зошит, який дозволяє йому вбити будь-кого, написавши ім'я жертви (і знаючи її обличчя). Сюжет розповідає про його спробу створити та очолити світ, «очищений від зла», яким він правитиме як «Бог» за допомогою зошита, а також про конфлікти між собою та будь-ким, кого він бачить як перешкоду, від правоохоронних органів до мафії та найбільших детектив у світі.

- Бакуман з Такеші Обата (2008—2012): Дія розгортається навколо двох старшокласників, які об'єднуються, щоб спробувати створити успішну манґу.

- Skip! Yamada-kun (яп. スキップ！山田くん) з Robico (2014): Історія про Ямаду, учня старшої школи, який раптом виявляє, що у нього з'явилася здатність подорожувати в часі.

- Platinum End з Такеші Обата (2015—2021): Розповідає про школяра, який отримав від ангела надсили і бере участь у грі на отримання місця нового бога цього світу.

## Нагороди та номінації
| Рік  | Нагорода                                  | Категорія       | Робота       | Результат | Прим.  |
| ---- | ----------------------------------------- | --------------- | ------------ | --------- | ------ |
| 2007 | Tezuka Osamu Cultural Prize               | Головний приз   | Зошит смерті | Номінація | [ 11 ] |
| 2008 | Міжнародний фестиваль коміксів в Ангулемі | Офіційний вибір | Зошит смерті | Номінація | [ 12 ] |
| 2008 | Eagle Awards                              | Улюблена манґа  | Зошит смерті | Перемога  | [ 13 ] |
| 2010 | Manga Taisho                              | Головний приз   | Бакуман      | Номінація | [ 14 ] |